# Велика жупа Пригір'я
Велика жупа Пригір’я (хорв. Velika župa Prigorje) — адміністративно-територіальна одиниця Незалежної Держави Хорватії (НДХ) з адміністративним центром у Загребі, що існувала на території сучасної Хорватії з 21 червня 1941 до 5 липня 1944 року, коли її було розпущено у зв'язку з утворенням великої жупи Гора-Пригір'я, в яку поряд із частиною території великої жупи Гора ввійшла вся територія великої жупи Пригір'я. Складалася із сімох районів, які називалися «котари» або «котарські області» (хорв. kotarske oblasti) і збігалися в назві з їхніми адміністративними центрами:
- Велика Гориця
- Доня Стубиця
- Дуго-Село
- Загреб
- Кутина
- Самобор
- Светі-Іван-Зеліна

Цивільною адміністрацією у великій жупі керував великий жупан, який був представником центральної влади і якого призначав поглавник (вождь) Анте Павелич. Ним у цій великій жупі був Марко Ламешич (хорв. Marko Lamešić).
Названа на честь однойменної історичної області.